# Slag bij Munfordville
De Slag bij Munfordville vond plaats tussen 14 en 17 september 1862 in Hart County, Kentucky tijdens de Amerikaanse Burgeroorlog. Deze confrontatie is ook bekend als de Slag bij Green River. De Zuidelijke overwinning bracht hun een sterkere greep op de regio. De Noordelijken kregen last met hun bevoorrading.
Op het einde van augustus 1862 vertrok generaal Braxton Bragg met zijn leger vanuit Chattanooga naar Kentucky. Het Noordelijke leger van generaal-majoor Don Carlos Buell zette de achtervolging in. Bragg was in september Munfordville genaderd. Dit was een stadje met een station van de Louisville en Nashville spoorweg en een strategische spoorwegbrug over de Green River. Het Noordelijke garnizoen bestond uit drie regimenten en stond onder bevel van kolonel John T. Wilder. Zijn manschappen werden beschermd door fortificaties. Op 14 september weigerde Wilder zich over te geven aan brigadegeneraal James R. Chalmers. De daaropvolgende aanval van Chalmers werd afgeslagen en de voorbereidingen voor een beleg werden getroffen op 15 en 16 september.
In de late namiddag van 16 september stuurden de Zuidelijken opnieuw een boodschap met de vraag tot overgave van het garnizoen. Ze wisten dat Beulls leger in de buurt was. Ook wensten ze om de levens van onschuldige burgers te doden. Wilder kreeg onder de witte vlag een escorte naar de Zuidelijke slaglinies. Daar werd hij opgewacht door generaal-majoor Simon Bolivar Buckner die hem de sterkte van de Zuidelijken toonde. Hiermee hoopte Buckner Wilder ervan te overtuigen dat verzet zinloos was. Wilder gaf zich over. De ceremonie vond de volgende dag plaats. Met de inname van dit station en de brug slaagden de Zuidelijken erin om de bevoorradingslijnen van de Noordelijken schade toe te brengen.